# Feldbrunnen-St. Niklaus
Feldbrunnen-St. Niklaus é uma comuna da Suíça, situada no distrito de Lebern, no cantão de Soleura. Tem 2,47 km² de área e sua população em 2018 foi estimada em 981 habitantes.